# Our Love (album de Caribou)
Pour les articles homonymes, voir Our Love.
Albums de Caribou
Swim
(2007)
Singles
1. Can't Do Without You
Sortie : 3 juin 2014

Our Love est un album de Caribou, sorti le 6 octobre 2014 en Europe et le lendemain en Amérique. Il se hisse à la 46e place du Billboard 200.

## Pistes de l'album
| 1.    | Can't Do Without You        | 3:56 |
| 2.    | Silver                      | 5:16 |
| 3.    | All I Ever Need             | 3:52 |
| 4.    | Our Love                    | 5:34 |
| 5.    | Dive                        | 2:06 |
| 6.    | Second Chance               | 4:00 |
| 7.    | Julia Brightly              | 2:03 |
| 8.    | Mars                        | 5:45 |
| 9.    | Back Home                   | 3:33 |
| 10.   | Your Love Will Set You Free | 5:47 |
| 41:53 |                             |      |

## Crédits
Les personnes suivantes ont contribué à l'album Our Love:
- Matthew Cooper 	-	Design
- Jason Evans 	-	Direction artistique, design, photographie
- Bo Kondren 	-	Mastering
- Jessy Lanza 	-	Composition, voix
- Owen Pallett 	-	Composition, viola, violon
- Dan Snaith 	-	Composition, production
- David Wrench 	-	Mixing

## Classements
| Classement (2014)                   | Meilleure position |
| ----------------------------------- | ------------------ |
| US Billboard 200                    | 46                 |
| US (Albums alternatifs)             | 8                  |
| US (Albums de musique électronique) | 2                  |
| US (Albums indépendants)            | 9                  |
| UK (Albums Chart)                   | 8                  |
| Canada                              | 19                 |